# Kurubara Gollahalli, Hosakote
Kurubara Gollahalli là một làng thuộc tehsil Hosakote, huyện Bangalore Rural, bang Karnataka, Ấn Độ.